# Valentin-Karlstadt-Musäum

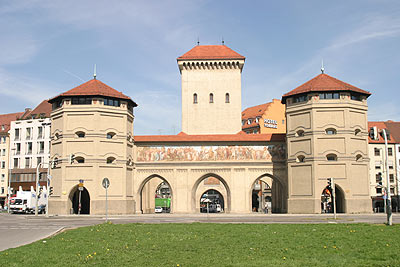
Das Museum befindet sich in den beiden Flankentürmen (im Vordergrund) des Isartors (Hauptturm noch ohne Turmuhr)

Das Valentin-Karlstadt-Musäum ['falɛntiːn]- ist ein städtisches Museum in München, das dem Komiker Karl Valentin, seiner Partnerin Liesl Karlstadt und dem Münchner Volkssängertum gewidmet ist.

## Geschichte

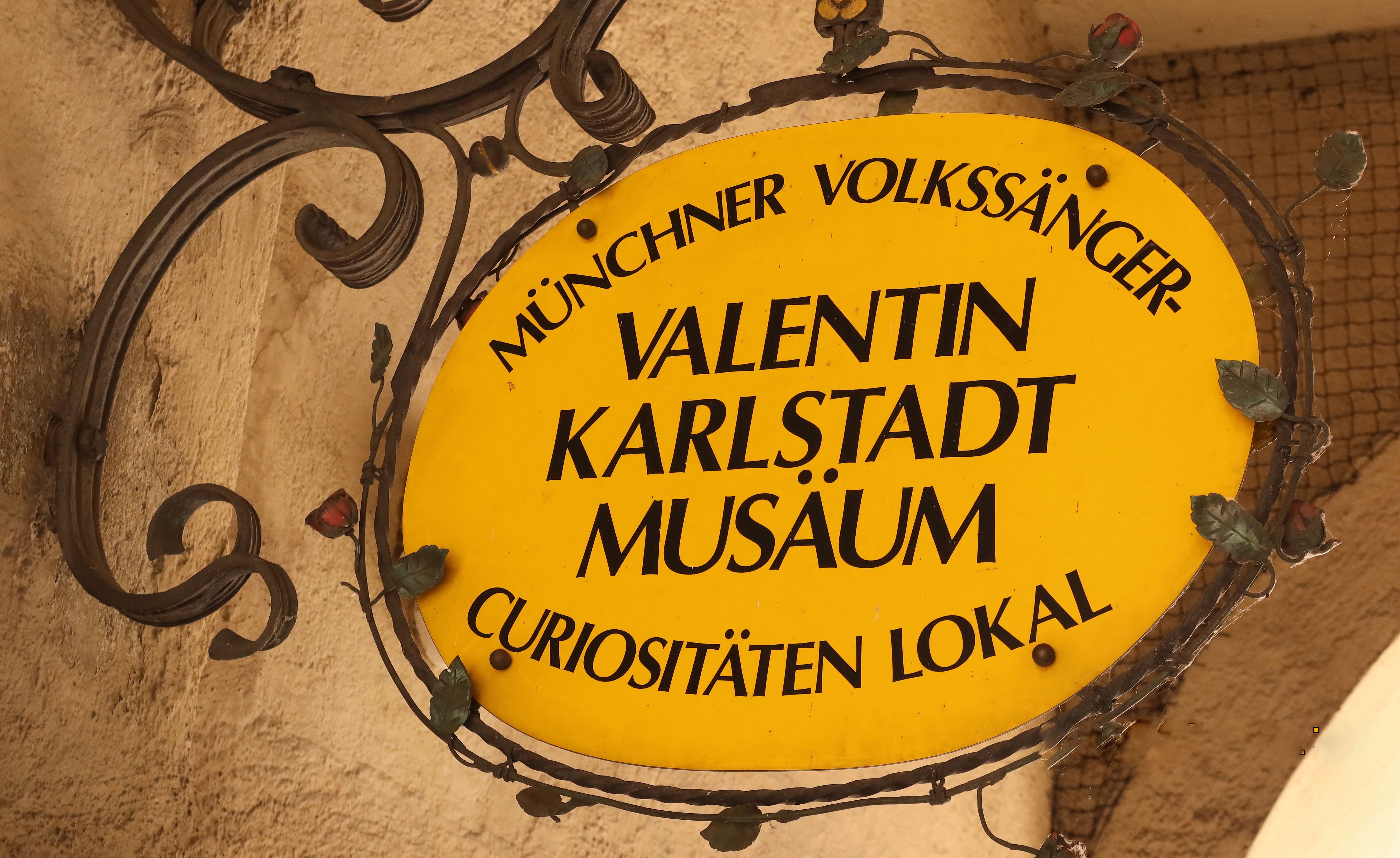
Eingang zum Museum

Das Museum wurde 1959 als Valentin-Musäum eröffnet. Heimat der Ausstellung ist das Münchner Isartor, ein Teil der ehemaligen Stadtbefestigung. Hannes König konnte mit Unterstützung der Stadt München das Museum einrichten. König hatte bereits bei Karl Valentins „Ritterspelunke“ mitgearbeitet – diese Institution war eine Mischung aus Panoptikum, Kneipe und Bühne. Dieses Konzept wurde auch auf das „Musäum“ übertragen und besteht bis heute. Hannes König baute über die Jahre die Sammlung des Musäums weiter aus und legte dabei auch Schwerpunkte auf Liesl Karlstadt und das Münchner Volkssängertum. Durch Sanierungsarbeiten von 1971 bis 1972 konnten im Nordturm weitere Ausstellungsräume geschaffen werden. 2001 wurde außerdem das Liesl-Karlstadt-Kabinett im zweiten Stock eingerichtet.
Nach dem Tod von Hannes König war Gudrun Köhl (1943–2023), die Wirtin des Turmstüberls, von 1989 bis 2004 Museumsleiterin des Musäums.
Seit 2004 ist Sabine Rinberger Leiterin des Musäums. Unter ihrer Führung wurde die Dauerausstellung vollständig neu konzipiert. 2008 eröffnete das Musäum die neue Ausstellung in den frisch sanierten Ausstellungsräumen. Das bis 2017 privat getragene Museum wurde 2018 städtisch.
Stand 2023 droht dem Museum die Schließung, da wegen Brandschutz-Anforderungen und zur Erreichung von Barrierefreiheit nötige Umbauten nicht in einer sowohl mit dem Museumsbetrieb als auch mit dem Denkmalschutz zu vereinbarenden Weise möglich sind. Umbaupläne des Architekturbüros Allmann-Sattler-Wappner wurden von der Münchner Lokalbaukommission und der Unteren Denkmalschutzbehörde abgelehnt.  Einem Bericht der Süddeutschen Zeitung zufolge wurde ein Umzug des Valentin-Karlstadt-Musäums in die ehemalige Viehmarktbank, einem 2023 seit längerem leerstehenden städtischen Gebäude in der Umgebung des Münchner Volkstheaters, vorgeschlagen.

## Dauerausstellung

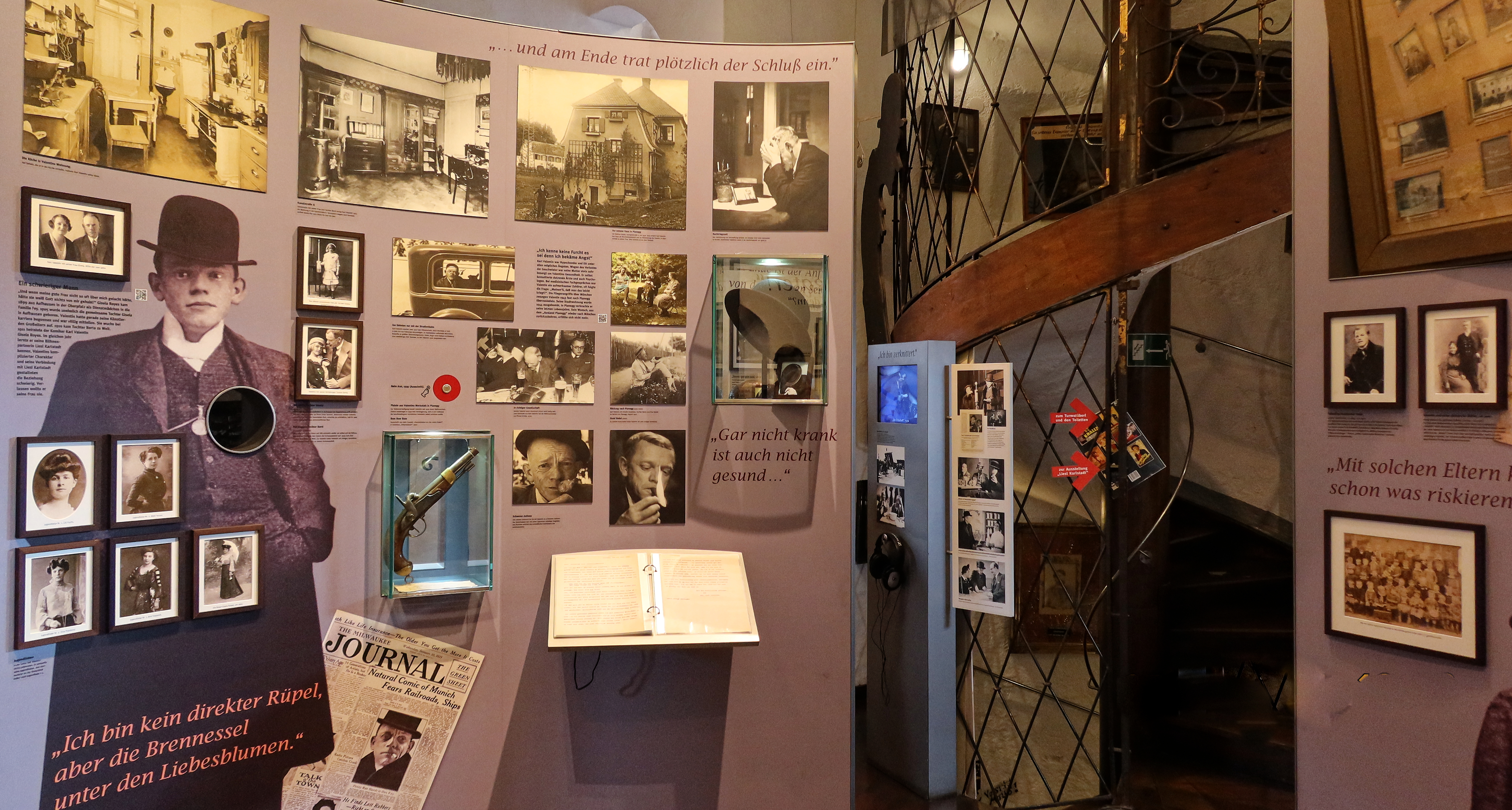
Dauerausstellung im 1. Stock

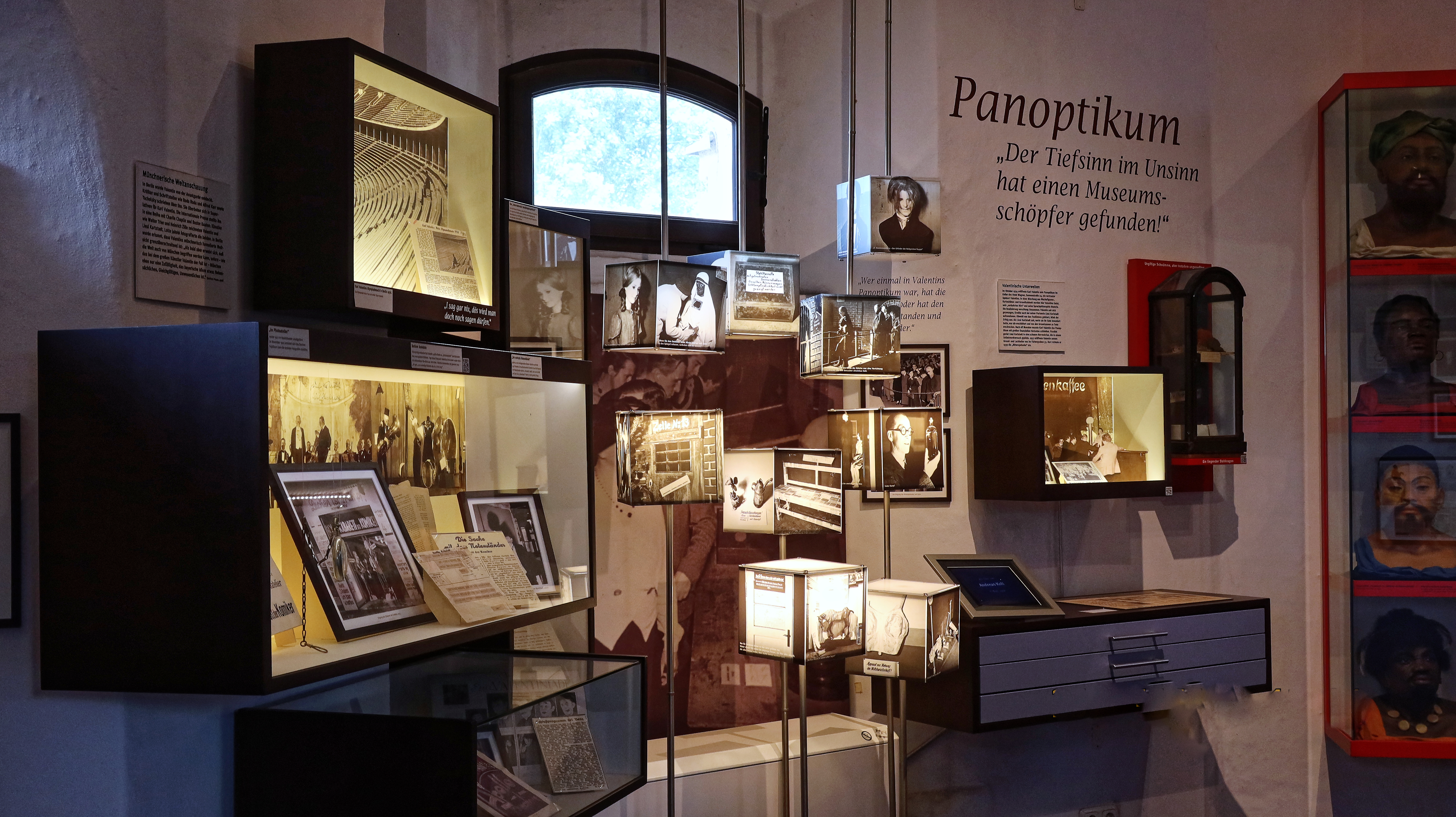
Panoptikum der Ritterspelunke

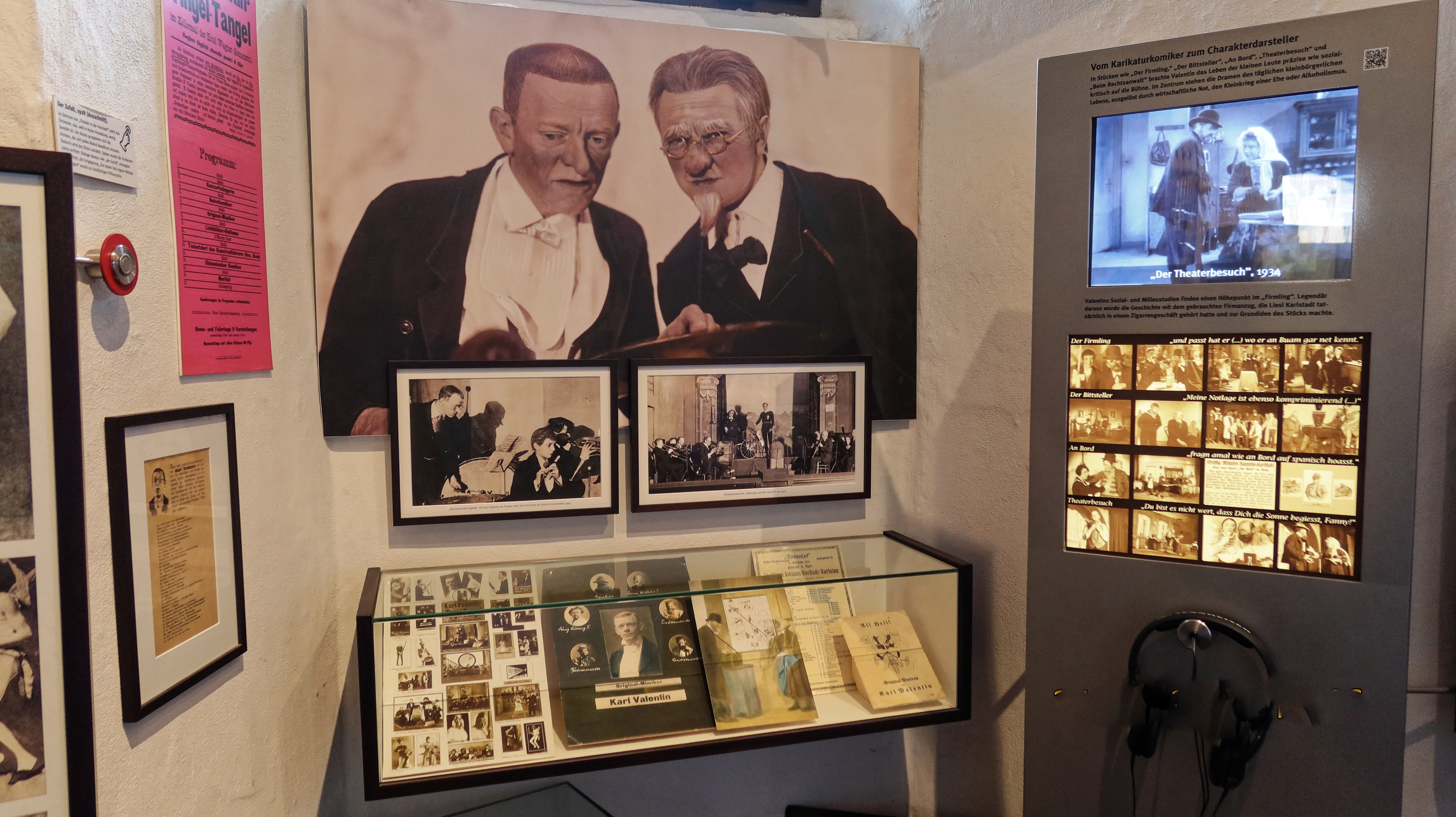
Karl Valentin im Film

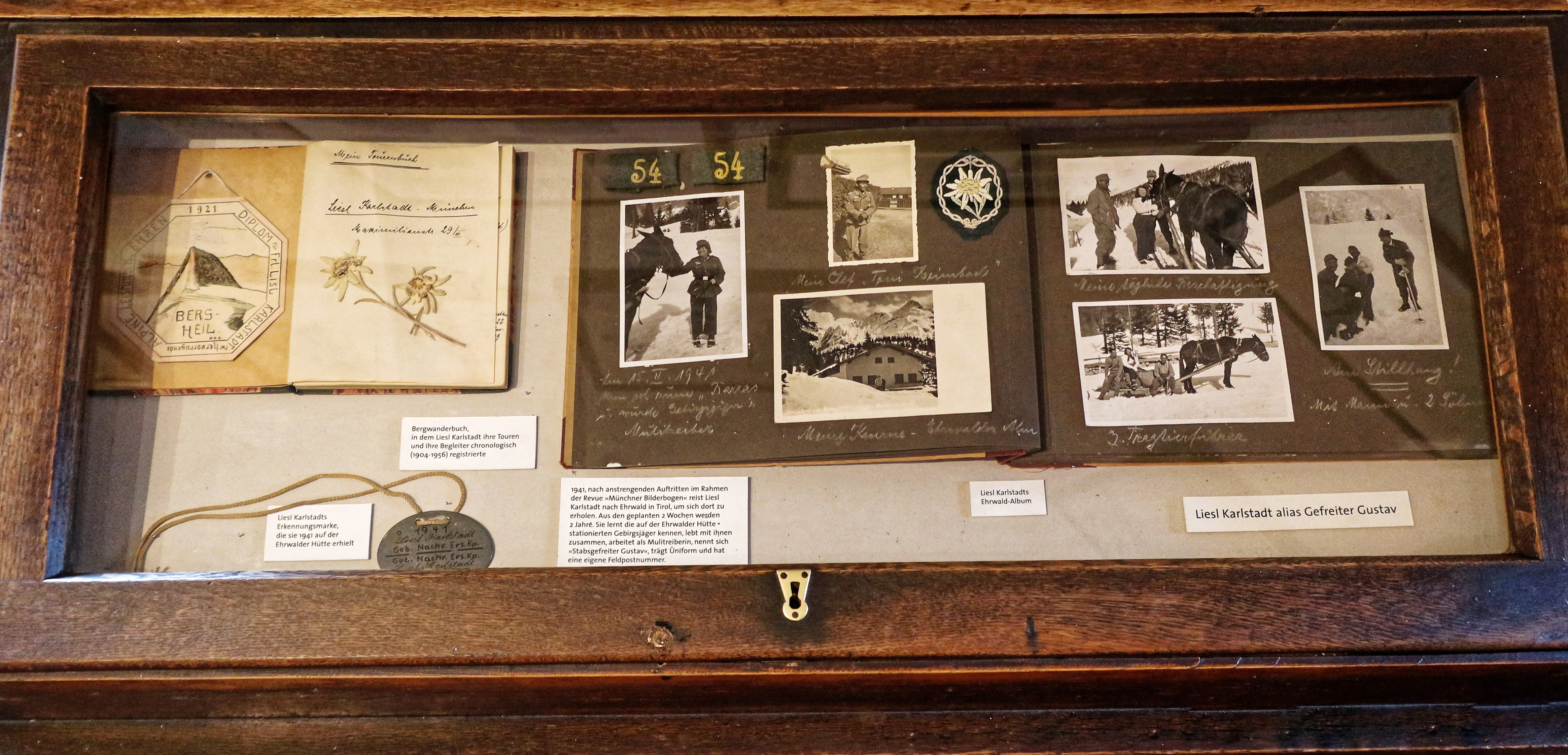
Erinnerung an Liesl Karlstadt

Die Dauerausstellung zu Karl Valentin wurde 2008 völlig neu konzipiert und gestaltet (Kuratorin: Sabine Rinberger, Direktorin des Valentin-Karlstadt-Musäums). Sie präsentiert Karl Valentin in all seinen Facetten: als Komiker, Stückeschreiber, Wortakrobat, Schauspieler, Filmemacher, Handwerker, Sammler, Philosoph, Museumsdirektor, Volkssänger und Avantgardist. Stringent gegliedert wird die künstlerische Vielfalt Karl Valentins vor der Folie seiner Biographie gezeigt. Damit ergeben sich die zwei Hauptstränge des Ausstellungsrundgangs: einmal das Künstlerleben, das sich an der Außenwand abwickelt, und das Privatleben, das im Zentrum der Ausstellung dargestellt wird und an dessen Rückwand sich Sonderthemen wie der Bewahrer, Sammler und Kritiker der Verhältnisse befinden, sowie Valentin als Schausteller auf dem Oktoberfest. Die Ausstellung stützt sich auf Objekte aus der Sammlung im Museum selbst, greift aber auch auf Reproduktionen der Archivalien im Kölner Nachlass, der Monacensia und des Münchner Stadtarchivs zurück.
Zahlreiche skurrile Exponate sind in der Ausstellung zu entdecken, so z. B. der sprichwörtliche Nagel, an den Valentin seinen Schreinerberuf hängte, als er Komiker wurde. Legendär ist auch der pelzbesetzte Winterzahnstocher. Eine weitere Kuriosität ist das Telefon, das Karl Valentin als verzweifelter Buchbinder Wanninger benutzte, um bei der Firma Meisl & Compagnie doch nur von Ansprechpartner zu Ansprechpartner weiterverbunden zu werden. Ebenfalls erwähnenswert sind Absurditäten wie eine (geschmolzene) Eisskulptur, ein zugemauertes Aussichtsfenster sowie der letzte an bayerischen Schulen eingesetzte Rohrstock und eine Sammlung des Gruselkabinetts von Valentin.
Mit der Umsetzung der Liesl-Karlstadt-Ausstellung in den 2. Stock des Südturms wurde seine kongeniale Partnerin räumlich und inhaltlich an Valentin herangerückt und das Kabinett um ein Kino erweitert. Hier werden beide als Multimediagenies und Pioniere des deutschen Films gezeigt. Nach Programm laufen dort während des Museumsbetriebs Valentin-Filme in voller Länge. Ergänzt wird diese Abteilung durch eine Hörstation mit 16 Titeln zur Auswahl sowie eine Diaschau mit Valentins komischer Reklame. Um Liesl Karlstadts Wirken nach Valentins Tod 1948 genauer zu beleuchten, wurde eine Tonstation mit Ausschnitten aus ihren Radioserien installiert. Zudem ist hier auch der erste Werbefilm für das deutsche Fernsehen mit ihr als Protagonistin (Persilwerbung 1956) zu sehen.
Eine 2007 neu eingerichtete Ausstellung über bayerische Volkssänger (Kurator: Andreas Koll) ist ebenfalls im Museum untergebracht.
Zum Eintrittsgeld ist anzumerken, dass – gemäß dem valentinschen Humor – laut dem am Eingang befindlichen Schild „99-Jährige in Begleitung ihrer Eltern“ freien Eintritt haben.

## Turmstüberl

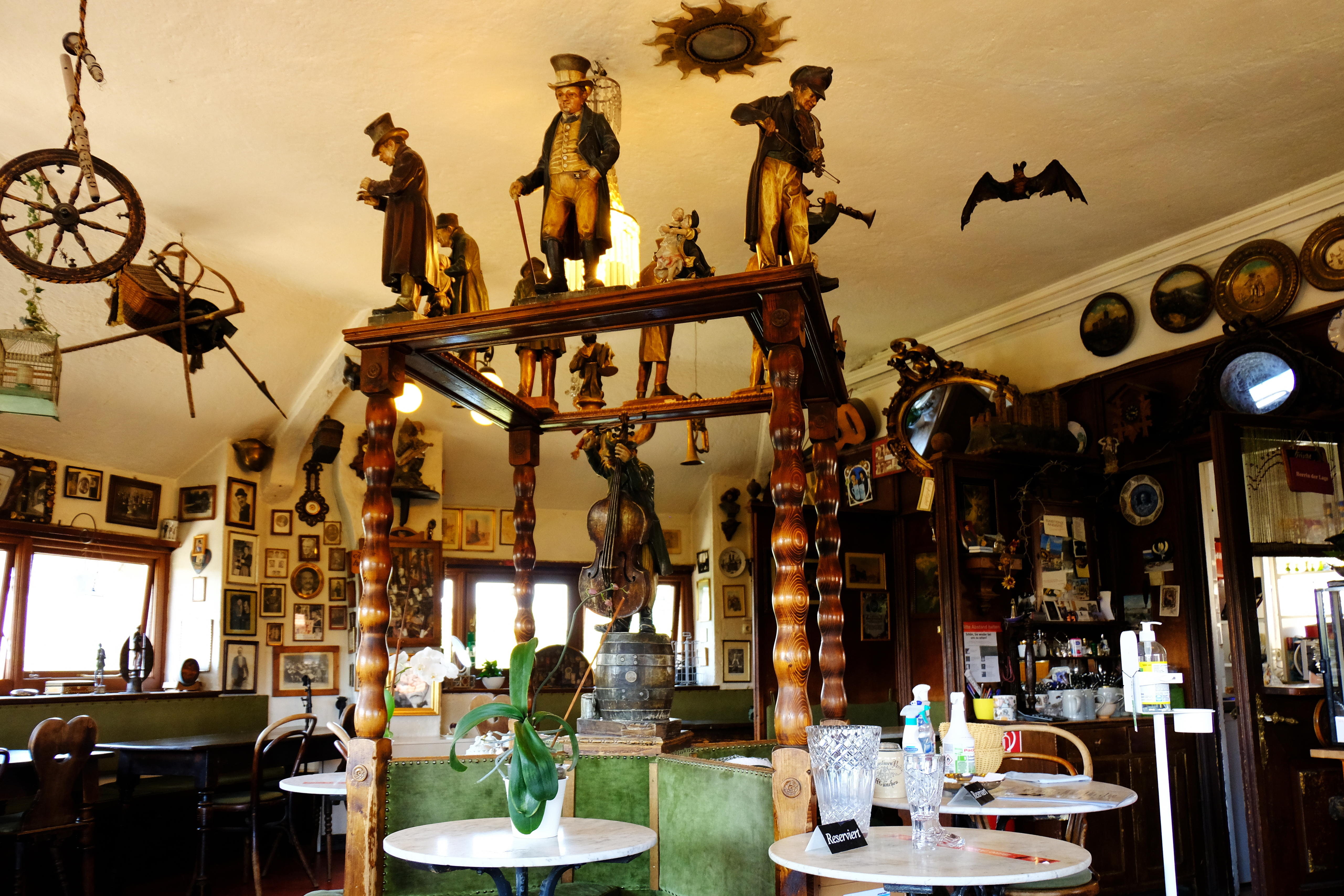
Das Turmstüberl (2020)

Im dritten Stock ist das Café Turmstüberl untergebracht, das nicht eigenständig, sondern nur über den Eintritt ins Museum besucht werden kann. Als kleine Wirtschaft ist es essentieller Bestandteil des Museumskonzeptes (siehe oben: Geschichte). Es dient auch als Bühne für musikalische und kabarettistische Auftritte.
Das Café wurde von Januar 2004 bis November 2012 von Petra Perle bewirtschaftet. Seit Dezember 2012 wird es von Bernadette Obergrußberger geführt. Ausschließlich Herren ist der Zutritt in die Befreiungshalle gestattet; Damen dürfen, wenn sie müssen, im dritten Stock. Die Decke der Damentoilette wurde von der Künstlerin Anna McCarthy mit soviel Einsatz gestaltet, dass der Raum anschließend als „Ännas Sixtinische Kapelle“ bezeichnet wurde.
Petra Perle stiftete im Jahr 2005 für den mittleren Turm eine rückwärts laufende Uhr. Die Ziffern auf der Uhr, die in Richtung Tal zeigt, sind spiegelverkehrt angebracht und auch die Zeiger laufen verkehrt herum. Das Ablesen der Uhrzeit erfordert so ein kurzes Umdenken.